# Jan III Sobieski (1629–1696) pod Wiedniem w 1683 roku
Jan III Sobieski (1629–1696) pod Wiedniem w 1683 roku – obraz olejny namalowany przez anonimowego malarza w pierwszej połowie XVIII wieku, znajdujący się w zbiorach Muzeum Narodowego w Krakowie. 
Płótno znajdowało się pierwotnie prawdopodobnie w pałacu Czartoryskich w Puławach, by po 1830 roku zostać przewiezionym do pałacu Zamoyskich w Podzamczu. Od 1882 roku obraz jest eksponowany w Muzeum Narodowym, a obecnie w jego oddziale – Muzeum Książąt Czartoryskich.

## Opis
Odsiecz Wiednia w czasie wojny polsko-tureckiej (1683–1699), obleganego przez armię turecką dowodzoną przez wielkiego wezyra Kara Mustafę, była wynikiem skutecznego ataku sprzymierzonych wojsk polskich, austriackich i niemieckich dowodzonych przez króla Polski i wielkiego księcia litewskiego Jana III Sobieskiego. 12 września 1683 roku doszło do bitwy pod Wiedniem, w której Turcy ponieśli druzgocącą klęskę, a sama bitwa stała się później tematem ogromnej ilości obrazów, rysunków i rycin sławiących polskiego monarchę, który ocalił katolicką Europę przed islamem. 
Batalistyczny obraz ujęty z wysokości wzgórza, na którym znajduje się Sobieski i inni dowódcy, daje rozległy widok na pole bitwy, przedstawiając końcową fazę starcia. Na pierwszym planie, pośrodku, widoczny jest król na białym koniu z uniesioną w prawej dłoni szablą, ubrany w błękitny żupan, napierśnik, czerwony płaszcz i futrzaną czapkę z piórem. Za monarchą widoczny jest królewicz Jakub Ludwik Sobieski w cudzoziemskim stroju, natomiast z prawej strony podjeżdża do króla hetman polny koronny Mikołaj Hieronim Sieniawski. Za Janem III widoczni są Turcy na wielbłądach, a po prawej stronie, na stoku, polska jazda pędząca do ataku na nieprzyjaciela. Po lewej stronie widoczni są dragoni walczący z Turkami, pośród których jest jeździec z czerwoną chorągwią z półksiężycami. Za nimi znajdują się namioty tureckiego obozu, w których po bitwie Polacy zdobyli wielkie ilości łupów. Dopełnieniem kompozycji jest widoczna w głębi panorama Wiednia z charakterystyczną, spiczastą wieżą katedry św. Szczepana.